# École de peinture pour femmes de Karlsruhe
L'école de peinture pour femmes de Karlsruhe est une école d'art pour femmes, d'initiative privée, financée par le Grand-Duché de Bade. Elle fonctionne de 1885 à 1923.

## Contexte
En Allemagne, l'accès aux académies des beaux-arts est refusé aux femmes, jusqu'en 1919. En Russie les femmes peuvent étudier dans les académies dès 1871, en France à partir de 1897. De nombreux ateliers d'artistes dispensent une formation payante aux femmes.
Le Grand-Duché de Bade développe son système éducatif depuis 1818. La ville de Karlsruhe est une ville d'art. La Staatliche Kunsthalle Karlsruhe ouvre en 1846. La Manufacture de majolique ouvre en 1901. Une école d'arts appliqués ouvre en 1885. L'Académie des beaux-arts du duché de Bade est fondée en 1854. Les femmes n'y sont pas admises.

## École de peinture de Karlsruhe
Les femmes peuvent fréquenter l'atelier de Alwine Schroedter qui dispense des cours privés. La demande de formation professionnelle est tellement forte qu'en 1885, une école d'art pour les femmes est créée, sous l'impulsion d'association de femmes. Le 1er octobre 1885, l'école de peinture ouvre sous l'égide de Luise von Prussia, Grande-Duchesse de Prusse. L'école fonctionne jusqu'en 1923. En 1889, un immeuble est construit sur le terrain de l'Académie des beaux-arts, au 65 de la Reinhold-Frank-Straße. L'école dispose alors de 29 ateliers.
Cette école de peinture est gérée comme une institution privée. Elle perçoit des subventions de la ville et du duché. Les étudiantes s'acquittent des frais de scolarité élevés/ L'inscription au cours de peinture figurative coûte 300 marks. À l’Académie des beaux-arts de Karlsruhe, il en coûte 100 marks à un étudiant allemand pour l'année complète. La Grande-Duchesse accorde des bourses à quelques étudiantes, qui couvrent totalement ou partiellement les frais de scolarité. Il est également possible de suivre des cours du soir ou pendant les vacances. Les professeurs de l'académie des beaux-arts et des artistes de Karlsruhe enseignent à l'école pour femmes.
Le programme de l'école comprend diverses matières : le dessin d'après modèles en plâtre ou modèle vivant, le dessin de paysage, le dessin d'après fleurs et natures mortes, la peinture de fleurs et natures mortes, les études de paysage, les études figuratives et les portraits. D'autre matières viennent compléter cette formation : perspective, anatomie et histoire de l'art. Au fil des années, le programme s'élargit pour inclure des matières supplémentaires, notamment des études de nu et de costumes en soirée, le dessin figuratif d'après modèle, la gravure, la lithographie et le modelage. La peinture marine et animalière est proposée à partir de 1890. Comparé aux cours proposés par l'Académie des Beaux-Arts de Karlsruhe, le programme de l'école ne dispense pas de cours d'histoire, de peinture de genre et d'architecture décorative.
Les premiers professeurs de sont Paul Borgmann (1852-1893),  Willi Döring (1850-1915),  Edmund Kanoldt (1845-1904) et Max Petsch (1840-1888). Il y a peu d'enseignantes parmi les 28 enseignants de l'école. Quatre étudiantes trouvent un emploi à l'école dont Resi (Thérèse) Borgmann (1861-1945),  Hélène Stromeyer (1834-1924), Margarethe Hormuth-Kallmorgen (de) (1857-1916) et Käthe Roman-Försterling (1871-?).
Au cours de la première année scolaire 1885/1886, 44 élèves étudient à l'école de peinture. Dix ans après sa création, 74 élèves fréquentent l'école. En moyenne, 60 étudiantes s'inscrivent chaque année.
En 1910, le nombre d'étudiantes diminuent en raison des frais de scolarité trop élevés de l'école. L'école réduit son programme d'enseignement. La Première Guerre mondiale aggrave encore la situation. L'académie des beaux-arts de Karlsruhe s'ouvre progressivement aux femmes à partir du semestre d'hiver 1919/20. L'école ferme ses portes en 1923.
Les Archives municipales de Karlsruhe possèdent des documents sur l'école de peinture de Karlsruhe, notamment une collection d'articles de journaux et plusieurs rapports annuels de l'institution.

## Enseignement
- Resi (Therese) Borgmann (1861-1945),  enseigne le dessin et la peinture de fleurs et de natures mortes
- Walter Conz (1872-1947), directeur de la classe de gravure
- Friedrich Fehr (1862-1927), peinture figurative
- Margarethe Hormuth-Kallmorgen (1857-1916), peinture de fleurs et de natures mortes
- Otto Kemmer (1853–1931), peintre, directeur de l'école de peinture[4]
- Carl Langhein (1872-1941), lithographie
- Wilhelm Nagel (1866-1945), peinture de paysage[5]
- Léopold von Pezold (1832-1907), littérature et esthétique
- Käthe Roman-Försterling (1871-inconnue), décoratrice de livres et céramiste
- Max Wilhelm Roman (1849–1910), professeur à partir de 1886, directeur de l'école de peinture à partir de 1895[6]
- Wilhelm Sauer (1865-1929), sculpture
- Georg Schreyögg (1870-1934), sculpture
- Helene Stromeyer (1834-1924), responsable de la classe des fleurs
- Heinrich Weltring (1847-1917), professeur de modélisme

## Étudiantes
- Clarita Beyer (de)
- Karoline Borchardt (de)
- Sonia Delaunay
- Fridel Dethleffs-Edelmann (de)
- Else Engler (de)
- Jenny Fikentscher (de)
- Senta Geißler (de)
- Elsbeth Gropp (de)
- Clara Grosch (de)
- Elisabeth Harbers (de)
- Else Holzschuh (de)
- Dora Horn-Zippelius (de)
- Elise Hunziker (de)
- Tyra Kleen
- Anna Klein (peintre) (de)
- Margarethe von Reinken (de)
- Bertha Schmieth (de)
- Sophie Stinde (de)
- Helene Haasbauer-Wallrath (de)